# 王玉龙
王玉龙（1935年—），男，北京人，中华人民共和国政治人物。

## 生平
1957年，毕业于煤炭工业部煤炭干部学院，之后担任采煤工程师。历任青海大通矿务局团委副书记，阳泉矿务局采煤队长、技术员、坑口主任、副矿长，山西省煤炭工业管理局副局长，山西省社队企业管理局副局长兼山西省矿业公司党委书记。1984年1月任中共大同市委副书记，同年经大同市人民代表大会第七届四次会议选举为大同市市长。1986年，再次当选为大同市市长。